# Lotus 78
Chronologie des modèles (1977)
Lotus 77 Lotus 79
La Lotus 78, dont la dénomination officielle d'engagement en championnat du monde est JPS Mk III, est une monoplace de Formule 1 conçue par les ingénieurs Tony Rudd et Peter Wright sous la direction de Colin Chapman. Utilisée par le Team Lotus au cours de la saison 1977 et au début de la saison 1978, ainsi que par le Team Rebaque en 1978, la Lotus 78 est considérée comme la première F1 « wing car » (à effet de sol) de l'histoire.

## Historique

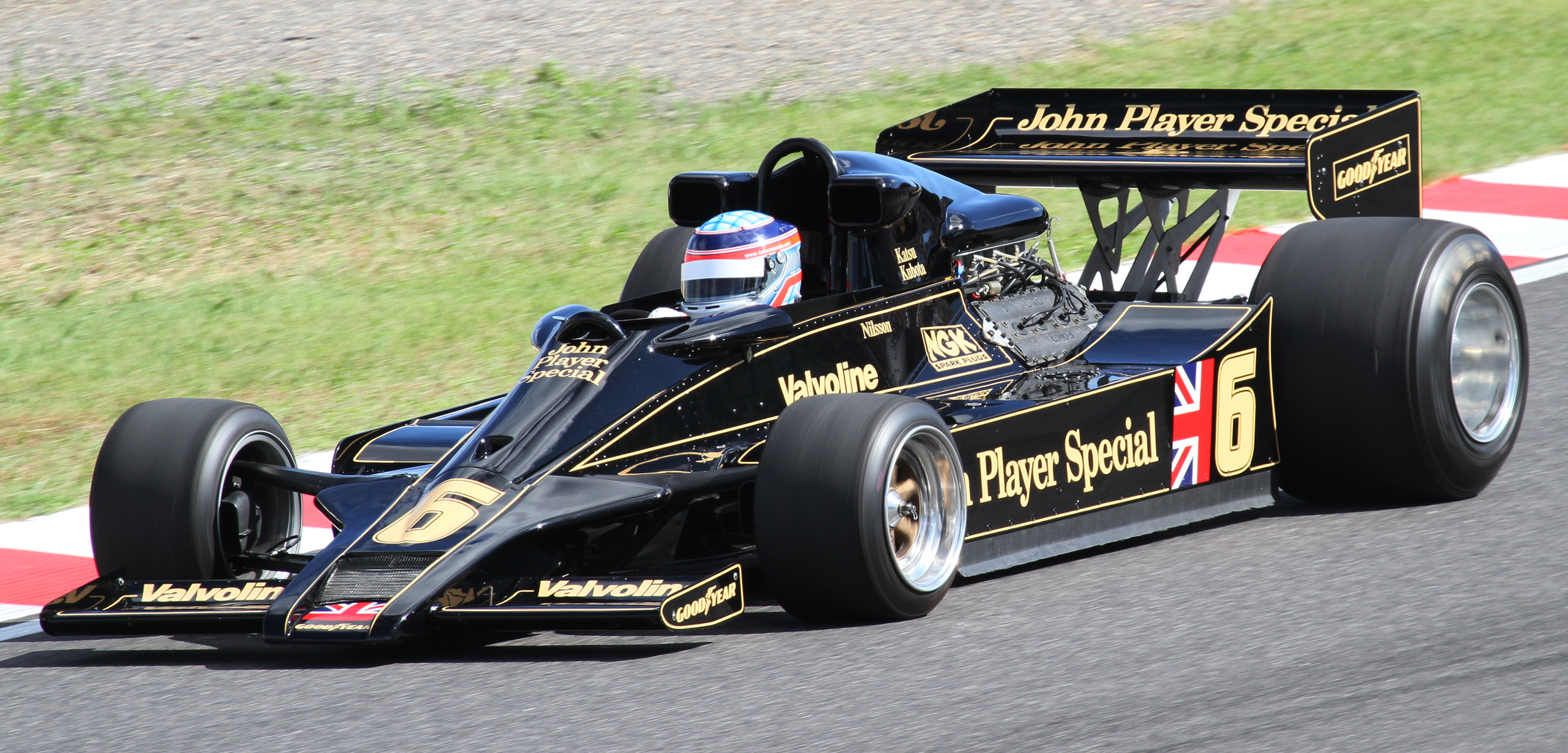
Takuma Satō en démonstration sur Lotus 78 en 2010 au GP du Japon.

En 1976, le Team Lotus est au plus bas, éprouvé financièrement par le choc pétrolier qui a entraîné une baisse des ventes des Lotus routières, la principale source de revenus du département course. De plus, l'équipe de Colin Chapman vient de traverser plusieurs saisons difficiles. Faute d'argent et d'idées nouvelles, la Lotus 72, jugée révolutionnaire lors de son apparition en 1970, a dû être utilisée jusqu'en 1975 où elle n'était plus de taille à lutter avec la concurrence.
Début 1976, Lotus sort une nouvelle voiture, la Lotus 77, mais sa première apparition en course au Brésil s'avère si décevante que le pilote suédois Ronnie Peterson claque la porte et signe chez March. Chapman parvient à recruter Mario Andretti en délicatesse avec l'écurie Parnelli au bord de la faillite mais, tout comme Peterson, le pilote américain éprouve les plus grands doutes sur l'avenir de Lotus. Pour tenter de conserver son écurie à flot, Chapman lance ses hommes sur un projet technique de la dernière chance. L'homme à la casquette est coutumier de ce genre de coups de poker, qui par le passé ont débouché sur le meilleur (la Lotus 25 monocoque, la Lotus 72) comme sur le pire (la Lotus 63 à transmission intégrale et la Lotus 56B à turbine).
Son idée est d'exploiter le concept de l'effet de sol déjà exploré par plusieurs ingénieurs en F1, notamment son collaborateur Tony Rudd du temps où il travaillait chez BRM, mais jamais concrétisée. À une période où l'aérodynamique est encore très empirique, les ingénieurs de Lotus ont recours à la soufflerie de l'Imperial College, qui se charge de valider le bien-fondé de leurs idées. Dessinée avec de larges pontons latéraux qui prennent la forme d'une aile d'avion inversée (d'où le nom « wing car » ou « voiture aile », la Lotus 78 permet d'accélérer l'écoulement de l'air sous le châssis.
En parallèle de la saison 1976, Lotus achève de mettre au point la Lotus 78. Andretti qui, séduit par le projet de Chapman, a finalement accepté de rester est enthousiasmé à l'issue de ses premiers tours de roue. Pour commenter la phénoménale tenue de route de sa monture, il a ces mots restés fameux : « C'est comme si elle était peinte sur la route ». La Lotus 78 est prête pour débuter en compétition dès la fin de saison mais Chapman la réserve pour la saison suivante afin de prendre de vitesse la concurrence et viser le titre. Les débuts en compétition sont remarquables, Mario Andretti s'affirme rapidement comme l'homme à battre. Mais par la faute d'une fiabilité aléatoire notamment de la nouvelle version du V8 Cosworth DFV, les titres mondiaux reviennent finalement à Niki Lauda et à Ferrari plus réguliers.
La Lotus 78 est à nouveau utilisée par Lotus au début de la saison 1978 en attendant la sortie de la Lotus 79. Lors du reste de la saison, elle sera également utilisée en tant que « mulet » (voiture de réserve) et c'est à son volant que Peterson, accidenté le matin au volant de la 79, aura son accident mortel au départ du Grand Prix d'Italie. Lotus vend également une Lotus 78 au pilote mexicain Héctor Rebaque qui l'engage sous la bannière du Team Rebaque en 1978 avec des résultats très moyens.